# Árabe líbio
O árabe líbio (ليبي, transl. Lībi) é um termo coletivo utilizado para as variedades do árabe com forte grau de parentesco entre si, faladas na Líbia. Pode ser dividido em duas principais áreas dialetais; a oriental está centrada em Bengazi, e a ocidental em Trípoli. A variedade oriental se estende além das fronteiras a leste, chegando até o oeste do Egito.

## Transcrição
A transcrição do árabe líbio para o alfabeto latino apresenta alguns problemas. Primeiro, não existe uma transcrição padrão nem mesmo para o árabe padrão; o uso do alfabeto fonético internacional não é suficiente, já que ele não atende alguns pontos que podem ser melhor compreendidos se diversos alófonos do árabe líbio forem transcritos com o uso do mesmo símbolo. Por outro lado, os esquemas de transcrição do árabe padrão, embora apresentem um bom suporte para a representação dos sons árabes que não podem normalmente ser representados pelo alfabeto latino, não listam símbolos para os outros sons encontrados no árabe líbio. Portanto, para tornar este artigo mais legível, o DIN 31635 foi usado, com algumas adições para tornar os fonemas mais específicos a seu uso com o árabe líbio.
| IPA | DIN ampliado |
| --- | ------------ |
| ɡ   | g            |
| oː  | ō            |
| eː  | ē            |
| ə   | ə            |
| zˁ  | ż            |
| ʒ   | j            |

## História
Dois importantes eventos históricos moldaram o dialeto líbio; a migração hilália-soleimita, e a migração dos árabes da Espanha islâmica para o Norte da África ocorrida depois da reconquista. O árabe líbio também foi influenciado pelo italiano, e, em menor escala, pelo turco. Um substrato berbere também existe.

## Uso
O dialeto líbio é usado predominantemente na comunicação oral no país. Também é utilizado na poesia folclórica tradicional da Líbia, bem como em comédias e séries de televisão, canções e desenhos animados. O árabe líbio também é utilizado por líbios não-árabes, cujo primeiro idioma não é o árabe (como uma lingua franca). O árabe líbio não costuma ser escrito, já que o registro escrito usado normalmente é o árabe moderno padrão, porém o árabe líbio é o principal idioma usado na escrita em certas mídias por cartunistas, além de ser a única língua apropriada para a transcrição da poesia folclórica tradicional. Também costuma ser usado em fóruns de internet, emails e mensageiros instantâneos.

## Fonologia
Como ocorre com todos os dialetos beduínos, o som do AFI: [q] do árabe literário é transformado num AFI: [ɡ], exceto em palavras que foram tomadas recentemente como empréstimo desta variedade do árabe.
A tabela abaixo mostra as consoantes utilizadas no árabe líbio. Alguns sons existem apenas em variedades regionais, enquanto não existem nas outras.
|                  |                  | Labial | Inter- dental | Inter- dental | Dental | Dental | Pós- alveolar or palatal | Velar | Uvular | Farin- gal | Glotal |
| normal           | enfático         | Labial | normal        | enfático      |        |        | Pós- alveolar or palatal | Velar | Uvular | Farin- gal | Glotal |
| ---------------- | ---------------- | ------ | ------------- | ------------- | ------ | ------ | ------------------------ | ----- | ------ | ---------- | ------ |
| Oclusiva         | surda            |        |               |               | t      | tˤ     |                          | k     | (q)    |            | (ʔ)    |
| Oclusiva         | sonora           | b      |               |               | d      | dˤ     |                          | ɡ     |        |            |        |
| Fricativa        | surda            | f      | θ             |               | s      | sˤ     | ʃ                        |       | χ      | ħ          | h      |
| Fricativa        | sonora           | (v)    | ð             | ðˤ            | z      | zˤ     | ʒ                        |       | ʁ      | ʕ          |        |
| Nasal            | Nasal            | m      |               |               | n      |        |                          |       |        |            |        |
| Lateral          | Lateral          |        |               |               | l      | lˤ     |                          |       |        |            |        |
| Vibrante simples | Vibrante simples |        |               |               | r      | rˤ     |                          |       |        |            |        |
| Aproximante      | Aproximante      | w      |               |               |        |        | j                        |       |        |            |        |

Nos dialetos ocidentais, as fricativas interdentais /θ ð ðˤ/ se fundiram com as oclusivas dentais correspondentes, /t d dˤ/. Os dialetos orientais geralmente distinguem entre os dois grupos, porém existe uma tendência de substituir /dˤ/ com /ðˤ/.
As vogais e e o existem apenas em sua forma longa. Isto pode ser explicado pelo fato de que estas vogais eram originalmente ditongos, no árabe clássico, e o /eː/ estaria substituindo o /ai/, enquanto o /oː/ substituiu o /au/. Em algumas variantes orientais, no entanto, o /ai/ clássico foi alterado para /ei/ e o /au/ para /ou/.
O árabe líbio tem pelo menos três cliques, que são usados como interjeições, uma característica partilhada com os dialetos beduínos da Arábia central.[carece de fontes?] O primeiro é usado para respostas afirmativas, e geralmente é considerado extremamente informal, associado a falantes de baixo status social. O segundo é um clique dental, usado para respostas negativas, semelhante ao 'tsc' do português brasileiro ou o 'tut' do inglês. Já o terceiro é um clique palatal, usado excluviamente por mulheres, e que tem um significado próximo ao 'ai' português ou o 'alas' inglês.

### Estrutura silábica
O árabe líbio ocidental permite a seguinte estrutura silábica:
sílaba: C1(C2)V1(V2)(C3)(C4)
(C = consoante, V = vogal; componentes opcionais estão entre parênteses.)
Um [ə] anaptítico é inserido entre C3 e C4 para facilitar a pronúncia, alterando a estrutura acima para a seguinte:
C1(C2)V1(V2)(C3)(əC4).
Por outro lado, o árabe líbio oriental tem um ə anaptítico entre o C1 e C2, da seguinte maneira:
C1(əC2)V1(V2)(C3)(C4).

## Vocabulário
A maior parte do vocabulário do árabel líbio tem origem no árabe clássico, quase sempre com uma estrutura vocálica interconsonantal alterada. Diversos empréstimos do italiano também podem ser encontrados, bem como palavras de origem turca, berbere e inglesa.

### Relação com o vocabulário do árabe clássico
A maior parte do vocabulário do árabe líbio tem o mesmo significado que no árabe clássico. Muitas palavras, no entanto, têm significados diferentes, embora relacionados. A tabela a seguir serve para ilustrar esta relação. O pretérito é utilizado nos verbos, já que é diferenciado e usado tradicionalmente nos léxicos árabes. Canonicamente, estes verbos são pronunciados com o 'a' final (indicador do pretérito no árabe clássico); esta grafia foi preservada na tabela abaixo. A relação entre o árabe líbio e o clássico, no entanto, pode ser melhor compreendida se este 'a' final for omitido, de acordo com a regra de elisão das vogais que antecedem pausas no árabe clássico.
| Árabe líbio | Árabe líbio | Árabe líbio                         | Árabe clássico | Árabe clássico | Árabe clássico       |
| Palavra1    | IPA1        | Tradução                            | Palavra        | IPA            | Tradução aproximada  |
| ----------- | ----------- | ----------------------------------- | -------------- | -------------- | -------------------- |
| šbaḥ        | ʃbaħ        | (3ª m.) viu (percebeu com os olhos) | šabaḥ          | ʃabaħa         | (a)pareceu vagamente |
| dwe         | dwe         | (3ª m.) falou                       | dawā           | dawaː          | resmungou            |
| lōḥ         | loːħ        | madeira                             | lawḥ           | lauħ           | tábua, prancha       |
| wāʿər       | wɑːʕər      | difícil                             | waʿr           | waʕr           | terreno acidentado   |
| šaḥḥəṭ      | ʃaħːətˤ     | (3ª m. trans.) esticou              | šaḥiṭ          | ʃaħitˤɑ        | tornou-se distante   |

1. A pronúncia líbia ocidental é utilizada na tabela acima.

### Empréstimos do italiano
Empréstimos do italiano existem principalmente - embora não exclusivamente - na forma de jargões técnicos, como peças de maquinário, ferramentas, nomes de espécies de animais, etc.
| Árabe líbio   | Árabe líbio         | Árabe líbio     | Italiano | Italiano                                                                    | Italiano |
| Palavra       | IPA                 | Tradução        | Palavra  | Tradução                                                                    |          |
| ------------- | ------------------- | --------------- | -------- | --------------------------------------------------------------------------- | -------- |
| ṣālīṭa        | sˤɑːliːtˤa          | encosta         | salita   | ladeira                                                                     |          |
| kinšēllu      | kənʃeːlːu           | portão metálico | cancello | portão                                                                      |          |
| anguli        | anɡuli              | canto, quina    | angolo   | canto, quina                                                                |          |
| ṭānṭa, uṭānṭa | tˤɑːntˤɑ, utˤɑːntˤɑ | caminhão        | ottanta  | Ottanta (literalmente "oitenta", modelo de caminhão de fabricação italiana) |          |
| tēsta         | teːsta              | cabeçada        | testa    | cabeça                                                                      |          |

### Empréstimos do turco
Palavras do turco foram incorporadas ao árabe líbio durante o domínio otomano da Líbia. Estes empréstimos são menos numerosos que os de origem italiana.
| Árabe líbio | Árabe líbio | Árabe líbio | Turco   | Turco    | Turco |
| Palavra     | IPA         | Tradução    | Palavra | Tradução |       |
| ----------- | ----------- | ----------- | ------- | -------- | ----- |
| kāšīk       | kaːʃiːk     | colher      | kaşık   | colher   |       |
| šīša        | ʃiːʃa       | garrafa     | şişe    | garrafa  |       |
| kāġəṭ       | kɑːʁətˤ     | papel       | kağıt   | papel    |       |
| šōg         | ʃoːɡ        | muito       | çok     | muito    |       |

### Empréstimos do berbere
Antes da arabização em massa do território correspondente à atual Líbia, o berbere era o idioma nativo do povo local. Isto levou a um grande número de empréstimos do berbere no árabe líbio. Diversos povos berberes ainda vivem no território da Líbia, porém ainda é pouco claro até que ponto seus idiomas influenciam o árabe local.

## Gramática
O árabe líbio partilha a característica da primeira pessoa singular com n- inicial com o resto do contínuo dialetal do árabe magrebino, ao qual ele pertence. Assim como outros dialetos árabes, o líbio não indica os casos gramaticais através da declinação. O dialeto tem, no entanto, uma rica estrutura de conjugação verbal.

### Substantivos
Os substantivos, no árabe líbio, recebem a indicação de dois gêneros (masculino e feminino) e três números (singular, dual e plural). O número paucal também é usado com alguns substantivos. O diminutivo ainda é amplamente utilizado produtivamente (especialmente por mulheres) para acrescentar uma conotação carinhosa ou empática ao substantivo original. Como no árabe clássico, as regras para a formação do diminutivo baseam-se na apofonia vocálica.
A indefinição não é indicada. Os substantivos definidos são designados com o mesmo artigo definido do árabe clássico, al, porém com algumas regras distintas de pronúncia:
- Para substantivos que se iniciam com letras Qamari, o artigo definido é pronunciado ou como [l] -- para palavras com um ataque silábico com uma consoante inicial única -- ou [lə], para palavras com um ataque silábico com uma consoante dupla. Com exceção do j /ʒ/, as letras Qamari no árabe líbio são as mesmas que as do árabe clássico, mesmo aquelas que se tornaram fonemas diferentes, como o q, que se tornou g. O j /ʒ/, que corresponde ao fonema /dʒ/ do árabe clássico, deixou de ser uma letra Qamari e se tornou uma letra Shamsi.
- Para substantivos que se inicial com letras Shamsi, que no árabe líbio incluem o j /ʒ/, o artigo definido é pronunciado como [ə] e geminado com a primeira consoante.

#### Dual
Embora a indicação do número dual nos verbos tenha se perdido totalmente no árabe líbio, como em todos os dialetos árabes, os substantivos ainda mantêm uma forma dual especializada, que é usada ocasionalmente no árabe líbio oriental.

#### Pronomes demonstrativos
Diversos conjuntos de pronomes demonstrativos existem no árabe líbio; a tabela a seguir lista alguns deles.
| Categoria            | Demonstr. | IPA      | Demonstr. | IPA         | Demonstr. | IPA     | Demonstr. | IPA      | Demonstr. | IPA         |
| -------------------- | --------- | -------- | --------- | ----------- | --------- | ------- | --------- | -------- | --------- | ----------- |
| este (masc. sing.)   | hāda      | haːda    | hādaya    | haːdaja     | hida      | həda    | haẓa      | hɑðˤɑ    | haẓayēhi  | hɑðˤɑjːeːhi |
| esta (fem. sing.)    | hādi      | haːdi    | hādiya    | haːdija     | hidi      | hədi    | haẓi      | hɑðˤi    | haẓiyēhi  | hɑðˤijːeːhi |
| aquele (masc. sing.) | hādāka    | haːdaːka | hāḍākaya  | haːdˤaːkaja | haḍak     | hadˤaːk | haẓakki   | hɑðˤakki |           |             |
| aquela (fem. sing.)  | hādīka    | haːdiːka | hādīkaya  | haːdiːkaja  | hadīk     | hadiːk  |           |          |           |             |